# Tudo Bem (jornal)
O Jornal Tudo Bem foi uma publicação da J.B.Communication (conhecida como Editora JBC no Brasil) lançado em 1992 no Japão, com o intuito de ser uma fonte de informações sobre o Brasil, Japão e o Mundo, para os Brasileiros que foram ao Japão no movimento dekassegui.
Com peridiocidade semanal, era uma das mídias em português disponíveis em solo japonês. Era distribuida em todo o Japão, através de lojas de produtos brasileiros e estabelecimentos japoneses como lojas de conveniência (kombinis).
Juntamente com o Jornal Tudo Bem era encartada a revista Gambare! que é especializado no mercado de trabalho japonês.
Desde 2010 o jornal está fora de circulação por tempo indeterminado.